# Stefan Matousch
Stefan Matousch (* 1948 in Salzburg; † 23. Juni 2018 in Linz) war ein österreichischer Schauspieler, der überwiegend in Deutschland und Österreich an Theatern wirkte und in Berlin ein Theater gründete.

## Leben
Stefan Matousch absolvierte am Salzburger Mozarteum ein Schauspielstudium. Anschließend war er an den Städtischen Bühnen Ulm und am Theater am Goetheplatz in Bremen engagiert. Nach einer einjährigen Reise durch den Mittleren Osten gründete er das Magische Theater in Berlin, wo er auch am Schillertheater, am Grips-Theater und an der Tribüne zu sehen war. Weitere Engagements führten ihn an etwa an das  Staatstheater Wiesbaden, an die Schauspielhäuser in Bochum und Köln, an die Wuppertaler Bühnen, an das Nationaltheater Mannheim, das Theater Basel, das Theater an der Ruhr sowie zu den Ruhrfestspielen Recklinghausen und den Bad Hersfelder Festspielen.
Seit 1997 war er Gast am Theater in der Josefstadt in Wien, seit der Saison 1998/99 gehörte er zum Ensemble am Landestheater Linz.
Matousch starb im Juni 2018 im Alter von 70 Jahren nach langer Krankheit. Er wurde am Urnenhain Linz-Urfahr beerdigt.
Matousch hat drei Kinder, davon zwei mit der Schauspielerin und Alleinerzieherin Petra Morzé (* 1964). Sohn Simon Morzé (* 1996) ist seit dem Alter von neun Jahren als Schauspieler aktiv, absolvierte die Matura und wurde 2016 für den Romy nominiert; und eine 1997 oder 1998 geborene Tochter stand im Mai 2018 vor der Matura an der „Graphischen“.

## Filmografie (Auswahl)
- 1973: Tatort: Ein ganz gewöhnlicher Mord
- 1973/74: Hamburg Transit (Fernsehserie, zwei Episoden)
- 1978: Zwischen zwei Kriegen
- 1982: Falsche Liebe
- 1997: Stockinger – Lebende Schieß-Scheiben
- 1997: Balko (Fernsehserie, zwei Episoden)
- 1999: Die Neue – Eine Frau mit Kaliber – Nur der Tod ist umsonst
- 2000: Kommissar Rex – Der Vollmondmörder
- 2003: Alles Glück dieser Erde
- 2008: Darum
- 2009: Sisi
- 2009: SOKO Donau – Tödliche Worte
- 2009: SOKO Kitzbühel – Abgedreht
- 2010: Schatten der Erinnerung
- 2010: Die Hüttenwirtin
- 2011: Glücksbringer
- 2011: Atmen
- 2012: Oma wider Willen
- 2012: Ein Sommer in Kroatien
- 2012: Lilly Schönauer – Liebe auf den zweiten Blick
- 2012: Novemberlichter
- 2013: SOKO Kitzbühel – Eine offene Rechnung
- 2014: Die Fremde und das Dorf
- 2014: Die Freischwimmerin
- 2015: SOKO Donau – Gottes innerer Schweinehund
- 2016: Ein Geheimnis im Dorf – Schwester und Bruder
- 2016: Vergeben und Vergessen (Kurzfilm)
- 2016: Stille Reserven
- 2017: SOKO Donau – Der Praktikant
- 2017: Treibjagd im Dorf
- 2018: Erik & Erika